# Раджабова, Азиса Бахрамовна
Азиса Раджабова (узб. Azisa Radjabova, Азиса Раджабова) — узбекская певица и Актриса.
Азиса Раджабова начала свою карьеру в искусстве в 2012 году. Раджабова стала известна в 2016 году благодаря своей песне «Севаман». 2022 году в Средней Азии она стала известна благодаря роли Лобар, суперпрофессионального картёжница в телесериале «Судьба на волоске», снятом по произведению писателя Азамата Коржовова.

## Биография
Азиса Раджабова родилась 16 августа 1996 года в городе Ургенч Хорезмской области.  В 2003-2012 годах она училась в школе №5 города Ургенч, после окончания средней школы, поступила в Ургенчский экономический колледж . После окончания колледжа Раджабова в 2016 году поступила в Ташкентский университет информационных технологий.

## Карьера
Азиса Раджабова начала свою творческую деятельность в 2012 году. Свою карьеру Раджабова начала с музыкальных клипов и рекламных роликов. В 2014 году выиграла все этапы конкурса «Мисс Хорезм», проводимого молодежным общественным движением «Камолот». В 2015 году стала ведущей на Хорезмском телевидении. В 2016-2017 годах активно участвовала в команде КВН «Дипломат» в Хорезме.

### Певческая карьера
В 2014 году Раджабова начала творческую карьеру певицы. В 2015 году участвовала в первом сезоне Голоса Ургенча. Ургенчская суперзвезда озвучивания (английская версия поп-идола), она стала участницей и исполнила самый успешный хит конкурса, заняв первое место благодаря песне. В 2017 году Раджабова выпустила свой первый альбом под названием «Севаман», и альбом принес еще большую известность. В 2020 году Раджабова выпустила новый альбом под названием «Айбламагин», и песни в этом альбоме стали более популярны, чем ожидала Раджабова, и принесли ей большую известность .

### Актерская карьера
Раджабова играет одну из главных героинь в сериале продюсера Азамата Ахророва «Улица». Сериал «Улица» большого успеха Раджабовой не принес. В 2020 году Раджабову пригласили в сериал «Дайди киз дафтари». Этот сериал принес ей удачу. В 2020 году она создала одного из главных героев в другом сериале. Раджабова снялась более чем в 50 клипах - «Сарамисан» Бунёдбека Саидова, «Оман» солиста группы «Оман» Шахруха, «Айша» Дилмурода Султанова, «Бика» Навруза Собирова, «Инстаграм» Бекзод Джораев. , «Бурмак» Навроза Собирова, «Сара» Достона Ибодуллаева. », «Сара 2» и «Гулым», «Чемодан» Камрона Собирова, видеоклипы «Гозалым менинг» Зафара Гурбанбоева.

## Дискография

### Студийные альбомы
| Год  | Альбом      |
| ---- | ----------- |
| 2016 | Qora-qora   |
| 2017 | Севаман     |
| 2020 | Айбламадинг |
| 2021 |             |

## Фильмография
Ниже в хронологическом порядке-упорядоченный список фильмов в которых Азиса Раджабова появился 
| Фильмы | Фильмы              | Фильмы                | Фильмы    | Фильмы            |
| Год    | Название на русском | Название на узбекском | Роль      | Примечания        |
| ------ | ------------------- | --------------------- | --------- | ----------------- |
| 2016   | Мажнун              | Majnun                | Журналист | Мелодрама         |
| 2017   | Вирус               | Virus                 |           |                   |
| 2017   | Сумалак             | Sumalak sayli         | Азиса     | Музыкальный фильм |
| 2018   | Канун Нового года   | Yangili Oqshomi       | Королева  | Музыкальный фильм |
| 2019   | Навроз              | Navroz sayli          | ?         | Музыкальный фильм |
| 2020   | Любимый новый год   | Sevimli yangi yil     | Азиза     | Музыкальный фильм |
| 2021   | С Новым Годом       | Zo’r yangi yil        | Мария     | Музыкальный фильм |

### Роли в телесериалах
| Год  | Русское название            | Ref |
| ---- | --------------------------- | --- |
| 2020 | Улица                       |     |
| 2021 | Блокнот девушки дайи        |     |
| 2022 | Судьба на волоске, I сезон  |     |
| 2023 | Судьба на волоске, II сезон |     |

### Клип
| год  | Название песни | Артист            | Роль    |
| ---- | -------------- | ----------------- | ------- |
| 2016 | Балки          | Навроз Собиров    | Актриса |
| 2017 | Оиша           | Дилмурод Султонов | Актриса |
| 2018 | Сарамисан      | Бунёдбек Саидов   | Актриса |
| 2019 | Сара 1         | Достон Ибодуллаев | Актриса |
| 2020 | Керакман       | Шохрух Уммон      | Актриса |
| 2020 | Чиройлигим     | Зафар Курбонбоев  | Актриса |
| 2020 | Гулим          | Достон Ибодуллаев | Актриса |
| 2021 | Чемадан        | Комронбек Собуров | Актриса |
| 2021 | Сара 2         | Достон Ибодуллаев | Актриса |

## Награда
- Государственная премия имени Зульфии 2012 Год
- Мисс Хорезм 2014 Год
- Топ-модель Дружба 2015 г.